# Ебоні (Вірджинія)
Ебоні (англ. Ebony) — переписна місцевість (CDP) в США, в окрузі Брансвік штату Вірджинія. Населення — 150 осіб (2020).

## Географія
Ебоні розташоване за координатами 36°34′33″ пн. ш. 77°59′2″ зх. д. / 36.57583° пн. ш. 77.98389° зх. д. (36.575876, -77.983988).  За даними Бюро перепису населення США в 2010 році переписна місцевість мала площу 11,31 км², уся площа — суходіл.

## Демографія
Згідно з переписом 2010 року, у переписній місцевості мешкала 161 особа в 66 домогосподарствах у складі 43 родин. Густота населення становила 14 особи/км².  Було 85 помешкань (8/км²).
Расовий склад населення:
| - 60,9 % — білих - 38,5 % — чорних або афроамериканців |

До двох чи більше рас належало 0,6 %. Частка іспаномовних становила 3,1 % від усіх жителів.
За віковим діапазоном населення розподілялося таким чином: 29,2 % — особи молодші 18 років, 57,8 % — особи у віці 18—64 років, 13,0 % — особи у віці 65 років та старші. Медіана віку мешканця становила 36,3 року. На 100 осіб жіночої статі у переписній місцевості припадало 94,0 чоловіків;  на 100 жінок у віці від 18 років та старших — 90,0 чоловіків також старших 18 років.
За межею бідності перебувало 7,3 % осіб, у тому числі 0,0 % дітей у віці до 18 років та 0,0 % осіб у віці 65 років та старших.
Цивільне працевлаштоване населення становило 71 осіб. Основні галузі зайнятості: будівництво — 49,3 %, фінанси, страхування та нерухомість — 16,9 %.